# Liste des ducs d'Uppland
Depuis le XIVe siècle, plusieurs princes ont été créés duc d'Uppland (en suédois, Hertig  av Uppland) par les rois de Suède successifs. Nominal depuis 1772, ce titre se transmet aussi à l’épouse du prince, qui est ainsi une duchesse consort.

## Liste des ducs et duchesses d'Uppland

### Maison de Bjälbo
Sous la maison de Bjälbo, un prince et une princesse ont porté ce titre :
1. le prince Valdemar Magnusson (1285-1318), de 1310 (titré aussi duc de Finland et d'Öland) à sa mort (par Birger de Suède) ; 
 titre transmis à son épouse, la princesse Ingeborg Eriksdatter (1297-1353), en tant que duchesse consort, de son mariage, en 1312 à 1353.

#### Armoiries

Armoiries du prince Erik[1].

### Maison Bernadotte
Sous la maison Bernadotte, deux princes ont porté ce titre :
1. le prince Gustave de Suède (1827-1852), de 1827 à sa mort en 1852 (par Charles XIV Jean de Suède et de Norvège) ;
2. le prince Sigvard de Suède (1907-2002), de 1907 à la perte de ses droits au trône à la suite de son mariage morganatique en 1934 (par Oscar II de Suède).

#### Armoiries

Armoiries du prince Gustave de Suède de 1827 à 1844.
Armoiries du prince Gustave de Suède de 1844 à 1852.
Armoiries du prince Sigvard de Suède de 1907 à 1934.